# Teucholabis jaliscana
Teucholabis jaliscana är en tvåvingeart som beskrevs av Alexander 1947. Teucholabis jaliscana ingår i släktet Teucholabis och familjen småharkrankar. Inga underarter finns listade i Catalogue of Life.